# Hans Reichmann (Schauspieler)
Hans Reichmann (* 13. Juni 1878 in Dresden; † 20. Juli 1931 ebenda) war ein deutscher Volksschullehrer und Heimatforscher, der hauptsächlich durch Publikationen über seine Heimatstadt Dresden bekannt wurde. 
Er war der Sohn des Bezirksfeldwebels Wilhelm Louis Reichmann. Nach dem Besuch des Lehrerseminars Dresden-Friedrichstadt trat Reichmann 1898 als Hilfslehrer in Unterweißig in den Schuldienst und wechselte um 1901 als Lehrer nach Dresden. Seit 1906 war er mit Antonie Hermine Richter verheiratet. Er lebte im Stadtteil Striesen in unmittelbarer Nachbarschaft der 25. Bezirksschule am Pohlandplatz. Zuletzt erscheint er als Volksschuloberlehrer im Dresdner Adressbuch von 1931.
Die größte Verbreitung fand seine zweibändige Schrift Dresden im Wandel der Zeiten. Es handelt sich um kulturgeschichtliche Erzählungen nach Quellen und Quellenstücken, die in zwei Bänden in zwei Auflagen erschienen und denen ein Plan des mittelalterlichen Dresdens beigegeben war. Sein gemeinsam mit seinem Dresdner Kollegen und Germanisten Walther Hofstaetter und Johannes Schneider herausgegebenen Werk Ein Jahrtausend deutscher Kultur beschäftigte sich mit 1000 Jahren deutscher Quellen aus dem Zeitraum von 800 bis 1800 und erschien ebenfalls in mehreren Bänden und Auflagen.

## Werke (Auswahl)
- Dresden im Wandel der Zeiten. Quellenstücke und Erzählungen nach Quellen. II. Neuzeit. Mit Buchschmuck von G. Grüner, Dresden, O. & R. Becker, 1912.
- Dresdens Schicksale im Jahre 1813 auf Grund zeitgenössischer Berichte (Veröffentlichung [...] des Heimatkundlichen Schulmuseums zu Dresden, 5), Dresden, Becker, 1913.
- (mit Walther Hofstaetter und Johannes Schneider): Ein Jahrtausend deutscher Kultur. Quellen von 800-1800. Julius Klinkhardt, Leipzig 1921.
- (mit Johannes Schneider): Dresden im Wandel der Zeiten. Quellenstücke und Erzählungen nach Quellen. Band II. Neuzeit. Mit Buchschmuck von G. Grüner und R. Rübner. Dresden, O. & R. Becker, 1924.
- Vom Gottsuchen des deutschen Menschen. Julis Klinkhardt, Leipzig 1924.
- Aus dem Schulleben vergangener Tage, Dresden-A., Schriftenhauptstelle des Sächsischen Pestalozzi-Vereins, 1925.
- Die äußeren Formen deutschen Lebens, Leipzig, Julius Klinkhardt, 3. Auflage, 1925.
- Schwedennot. In: Bunte Bilder aus dem Sachsenlande. 2. Band, Schriftenhauptstelle des Sächsischen Pestalozzi-Vereins, Dresden 1925, S. 1–12.
- (mit Walther Hofstaetter und Johannes Schneider): Ein Jahrtausend deutscher Kultur. Quellen von 800–1800, 2. Band Die innere Stellung zur Kultur. Julius Klinkhardt, 2. Auflage, Leipzig 1926.
- Das große Wasser von 1845. In: Bunte Bilder aus dem Sachsenlande, Dresden-A., Schriftenhauptstelle des Sächsischen Pestalozzi-Vereins, S. 179–184.
- (mit Walther Hofstaetter und Johannes Schneider) Ein Jahrtausend deutscher Kultur im Bilde, Leipzig, Julius Klinkhardt, 1929.